# Bobby Lewis
Bobby Lewis (Indianapolis, 9 februari 1925 - 28 april 2020) was een Amerikaanse R&B-zanger, die in de zomer van 1961 met Tossin' and turnin' de grootste hit van het jaar had in de Verenigde Staten.
Bobby Lewis groeide op in een weeshuis in Indianapolis. Hij leerde er al vroeg piano spelen. Toen hij twaalf was werd hij geadopteerd maar hij liep een paar jaar later weg en zocht zijn weg in de muziek. Hij werd zanger bij het orkest van Leo Hines in Indianapolis, en trad op in kleine clubs en theaters in de jaren 1950. Hij nam ook enkele platen op, maar scoorde geen hits.
Toen Lewis in 1960 optrad in het New Yorkse Apollo Theater, leerde hij er Ritchie Adams kennen, de zanger van de doo wopgroep The Fireflies. Ze ontmoetten elkaar later bij het kleine, pas opgerichte platenlabel Beltone Records. Lewis nam er het nummer "Tossin' and turnin'" op, dat geschreven was door Adams en Joe Rene van Beltone. De single (Beltone 1002) werd eind 1960 uitgebracht en zou uitgroeien tot de grootste Amerikaanse hit van 1961. Het nummer stond 23 weken in de Billboard Hot 100, waarvan zeven weken op nummer 1. Er werden meer dan drie miljoen exemplaren van verkocht. Aangespoord door dit succes bracht Beltone een volledig album van Lewis uit, de enige LP die het label ooit heeft uitgebracht.
De opvolger, "One Track Mind" (Beltone 1012) bereikte ook de top-tien in Amerika; Billboard rangschikte het op nummer 75 van de tophits uit het jaar 1961.
De daaropvolgende singles, "What a Walk" (Beltone 1015) en "I'm Tossin' and Turnin' Again" (Beltone 2023) bereikten nog wel de onderste regionen van de Hot 100 in november 1961 en juli 1962 respectievelijk, maar daarna was de hitcarrière van Bobby Lewis over. Beltone Records zou het volgende jaar overigens over de kop gaan. Lewis maakte daarna nog enkele opnamen en is blijven optreden, later vooral in oldies-shows.
N.B. Bobby Lewis is niet te verwarren met de countryzanger Bobby Lewis afkomstig uit Kentucky, die een aantal countryhits had in de 1960's en 1970's.
Hij overleed in april 2020 en werd 95 jaar oud.